# Trận sông Aisne lần thứ hai
Trận sông Aisne lần thứ hai, còn gọi là Trận Chemin des Dames (tiếng Pháp: La bataille du Chemin des Dames, hoặc là tiếng Pháp: Seconde bataille de l'Aisne), là một trận chiến tiêu biểu giữa Pháp và Đế quốc Đức trên Mặt trận phía Tây của cuộc Chiến tranh thế giới thứ nhất. Trận đánh đã diễn ra ác liệt trong suốt vài tuần ở cứ điểm Chemin des Dames và kết thúc với thất bại nặng nề của quân đội Pháp, thể hiện khả năng của quân đội Đức trong việc đẩy lùi các cuộc tiến công của quân đội phe Hiệp Ước, gây thiệt hại không nhỏ cho địch thủ về nhân lực và tinh thần. Có nhiều nguyên nhân dẫn đến thảm họa Chermin des Dames của quân đội Pháp, mà quan trọng nhất là do chiến dịch tấn công của họ không gây choáng ngợp cho đối phương. Thảm bại của quân Pháp trong trận Chermin des Dames đã gây phẫn nộ cho dân chúng Pháp, do Tổng tư lệnh quân đội Pháp Robert Nivelle đã không thể giữ bí mật về một chiến dịch tấn công đại quy mô trong năm 1917. Thêm nữa, thảm họa này đã đưa nước Pháp đến bên bờ vực sụp đổ và Chiến dịch Mùa xuân của Pháp trong năm ấy bị phá sản hoàn toàn. Ngoài ra, hai Tập đoàn quân thứ 1 và thứ 2 đã đóng vai trò chủ chốt cho thắng lợi của quân đội Đức: họ đã lập hệ thống phòng ngự kiên cố, vững chãi và thảm sát quân Pháp trong suốt trận chiến.
Mùa xuân năm 1917, Nivelle phát động Chiến dịch mang tên ông nhằm chấm dứt cuộc chiến tranh. Kế hoạch này rất tham vọng, theo đó Nivelle quyết tâm phá vỡ hàng phòng ngự đầu tiên của quân Đức trong hai ngày đầu, sau đó đánh bại quân trừ của Đức. Trong khi ấy, quân Đức đã chuẩn bị bố phòng chặt chẽ. Đại tướng Quân đội Anh Doughlas Haig, Bá tước Haig thứ nhất cũng khích lệ Nivelle và mở trận Arras nhằm phân tán binh lực của quân Đức, nhưng không thành. Khi trận Arras trở nên bế tắc, Robert Nivelle khai mào trận Aisne lần thứ hai. Ông thiết lập thêm quân trừ bị để đảm bảo thắng lợi của chiến dịch tấn công của mình. Chiến dịch mở đầu với cuộc tiến công của Tập đoàn quân số 5 và số 6 của Pháp nhằm vào Tập đoàn quân số 7 của Đức do Tướng Max von Boehn chỉ huy, trong khi Tập đoàn quân số 4 của Pháp tấn công Tập đoàn quân số 1 của Đức dưới quyền Tướng Fritz von Below. Do quân Đức trước đó đã lấy được bản kế hoạch tấn công của Nivelle cho nên Boehn đã làm chủ tình hình.
Trong đêm ngày 15 tháng 4 năm 1917, mưa gió trên chiến trường đã khiến cho binh lính người châu Phi Pháp dưới quyền tướng Charles Mangin bị suy sụp. Ngay từ đầu cuộc tấn công, lúc rạng sáng ngày 16 tháng 4 năm ấy, quân Pháp của Mangin đã vấp phải sự kháng cự quyết liệt của quân đội Đức. Quân Pháp tiến công một cách chật vật trong khi súng máy của quân Đức đã thảm sát họ. Theo kế hoạch của mình, Nivelle tung thêm quân trừ bị, nhưng bị lực lượng Pháo binh Đức tàn sát. Thừa thắng, tướng Boehn phản công. Ở mọi nơi, quân của Mangin đều bị đánh lùi hoặc là không thu được thắng lợi đáng kể. Quân Pháp bị thiệt hại rất lớn và các xe tăng Pháp đều bị quân Đức hủy hoại. Trong khi đó, quân đội Đức bị thiệt hại nhẹ hơn nhiều. Trong khi không chiếm được nhiều lãnh thổ, quân Pháp vẫn cứ bị quân Đức thảm sát. Cho đến ngày 25 tháng 4 năm 1917, trước tình hình khó khăn của quân Pháp, Charles Mangin bị bãi chức và vhiến dịch tấn công của Pháp đã chấm dứt vào ngày 9 tháng 5 năm ấy Chiến thắng này đã mở đường cho họ tiến đánh thủ đô Paris của Pháp. Trong khi ấy, trận sông Aisne lần thứ hai đã dấy lên những rắc rối lớn cho Pháp: dư luận Pháp bị suy sụp nghiêm trọng, chính phủ Pháp không còn niềm tin với Nivelle và huyền chức ông, ngoài ra sĩ khí quân đội Pháp cũng giảm mạnh. Sau thảm họa, nhiều binh sĩ Pháp cũng nổi loạn vì chán ghét chiến tranh.
Thượng tướng Bộ binh Erich Ludendorff đã xét đoán đúng đắn rằng quân đội Pháp cứ tiến càng sâu thì càng bị thiệt hại nặng nề. Thảm bại của quân Pháp trong trận sông Aisne lần thứ hai đã đánh dấu thất bại của khối Hiệp Ước trong nỗ lực chọc thủng phòng tuyến của Đức. Năm 1917 trở thành năm thảm họa của khối Hiệp Ước trong cuộc chiến.

## Bối cảnh lịch sử
Ngay trong năm 1915, tình hình Mặt trận phía Tây của cuộc chiến đã hoàn toàn bế tắc. Vào năm 1916, trong trận Verdun đẫm máu, quân Pháp đã giành chiến thắng kiểu Pyrros trước quân Đức. Tuy quân Pháp giữ được Verdun nhưng bắt đầu suy nhược. Kết thúc năm 1916, cục diện chiến tranh vẫn không có gì xoay chuyển. Quân Đồng Minh không thắng nổi ở Mặt trận phía Tây. Bên cạnh trận Verdun, liên quân Anh - Pháp cũng mở chiến dịch tổng tấn công quy mô lớn ven sông Somme vào tháng 4 năm 1916. Tuy nhiên, chiến dịch đẫm máu này chỉ mang lại thiệt hại nặng nề cho cả hai phe trong khi quân đồng minh Anh - Pháp không thể chọc thủng phòng tuyến quân đội Đức. Không chỉ vậy, ở các mặt trận khác, phe Hiệp Ước cũng không thu được thắng lợi tại Salonika và Gallipoli hồi năm 1915. Quân Áo-Hung trên Mặt trận phía Đông thì bị quân Nga đè bẹp, tuy nhiên, nước Nga đã rơi vào cảnh khốn cùng. Trên Mặt trận phía Tây, những cuộc đổ máu ở Verdun và sông Somme đã tiêu hao đáng kể quân đội Đức, đã khiến cho uy tún của Tổng tư lệnh quân đội Pháp là Joseph Joffre bị suy giảm trầm trọng. Chính phủ Pháp quyết định cử tướng Robert Nivelle làm Tổng tư lệnh mới của Quân đội Pháp, do ông này giỏi tiếng Anh, được lòng giới chính trị gia và hiểu rõ về việc chọc thủng phòng tuyến đối phương.
Nivelle cũng là người lập công lớn cho quân Pháp trong trận Verdun.